# Berberis roxburghii
Berberis roxburghii är en berberisväxtart som först beskrevs av Dc., och fick sitt nu gällande namn av J. E. Laferriere. Berberis roxburghii ingår i släktet berberisar, och familjen berberisväxter. Inga underarter finns listade i Catalogue of Life.